# Kollusionsfara
Kollusionsfara innebär att det under förundersökningsskedet i en rättegång bedöms föreligga risk för att en misstänkt genom att undanröja bevis eller på annat sätt förstör sakens utredning. Risken kan bestå i att den misstänkte kontaktar vittne eller målsägare och försöker förmå dem att ändra sina berättelser. Kollusionsfara kan även bestå i att den misstänkte gömmer eller förstör bevis. Föreligger kollusionsfara kan den misstänkte under vissa förhållanden förklaras häktad av domstolen. Vid kollusionsfara medges i regel åklagaren rätt att meddela den misstänkte restriktioner.